# Selbstdenunziation
Die Selbstdenunziation beschreibt einen Vorgang, bei dem sich Personen selbst einer Verfehlung oder eines Verbrechens bezichtigen.

## Selbstdenunziation im Hexenprozess
Das Phänomen der Selbstdenunziation trat im 17. Jahrhundert während der Hexenverfolgung in Europa vor allem unter Kindern auf.
Bei dieser Form der Selbstdenunziation bezichtigten sich Kinder selbst der Hexerei und lieferten sich freiwillig den Gerichten aus. Diese waren gezwungen, die Selbstdenunziationen ernst zu nehmen, um keinen Zweifel an der Existenz von Hexen aufkommen zu lassen.
Es sind eine Reihe von Fällen aus dem Deutschland des 17. Jahrhunderts dokumentiert, in denen Kinder sich freiwillig der Hexerei bezichtigten und hingerichtet wurden. Belegt ist unter anderem der Fall des 14-Jährigen Johan Herman, der sich 1654 freiwillig selbst als Hexer denunzierte und 1655 hingerichtet wurde.

## Selbstdenunziation in den heutigen Medien
Eine Form der medialen Selbstdenunziation betrieb das US-Magazin The New Republic, als es im Frühjahr 2003 im Hinblick auf den Irakkrieg auf der Titelseite fragte „Were we wrong?“ und meinte, dass sich die USA in den Gründen, für den Krieg einzutreten, getäuscht haben.

## Selbstdenunziation im Steuerprozess
Steuerhinterzieher, die sich selbst anzeigen, müssen die Steuern zwar mitsamt Zinsen zurückzahlen, können aber mit Straffreiheit rechnen.